# Bharat Biotech
Bharat Biotech International Limited ist ein indisches Biotechnologie-Unternehmen mit Hauptsitz in Hyderabad. Es ist spezialisiert auf die Erforschung und Entwicklung von Medikamenten und der Herstellung von Impfstoffen, Biotherapeutika, Arzneimitteln und Gesundheitsprodukten. Das Unternehmen hält mehr als 160 Patente und hat mehrere Impfstoffe und Medikamente entwickelt. Anfang 2021 erhielt sein SARS-CoV-2-Impfstoff eine Notfallzulassung in Indien.
Das Unternehmen wurde 1996 von Krishna M. Ella und Suchitra Ella gegründet, die als Forscher in den Vereinigten Staaten gearbeitet hatten und nach Indien zurückgekehrt waren. Der Hauptsitz und Produktionsstätte von Bharat Biotech befindet sich im  Hyderabad in einem Stadtteil namens Genome Valley. Im Juli 2020 beschäftigt das Unternehmen über 700 Mitarbeiter und ist weltweit präsent. Das Unternehmen war verantwortlich für die Entwicklung eines umweltfreundlichen rekombinanten und eines natürlich abgeschwächten, von einem Stamm abgeleiteten Rotavirus-Impfstoffs namens ROTAVAC. Sie waren eines der ersten Unternehmen, das Impfstoffe gegen virale Krankheiten wie Chikungunya und Zika entwickelte. Das Unternehmen produziert auch Impfstoffe gegen Japanische Enzephalitis.
Im April 2020 kündigte Bharat Biotech mit der University of Wisconsin–Madison die Entwicklung eines SARS-CoV-2-Impfstoff an. Im Mai 2020 hat das National Institute of Virology des Indian Council of Medical Research (ICMR) die Virusstämme für die Entwicklung eines vollständig einheimischen SARS-CoV-2-Impfstoffs genehmigt und zur Verfügung gestellt. Am 29. Juni 2020 erhielt das Unternehmen die Genehmigung zur Durchführung von Phase-1- und Phase-2-Studien am Menschen für den SARS-CoV-2-Impfstoff, welcher den Namen Covaxin bekam. Im Januar 2021 erteilte Indien für diesen Impfstoff eine Notfallzulassung, obwohl zu diesem Zeitpunkt seine Wirksamkeit und Sicherheit noch nicht durch Phase-3-Studien bestätigt wurde. Mit dem Impfstoff führt die indische Regierung eine der weltweit größten Impfaktionen durch.
Ab dem September 2020 arbeitet Bharat Biotech auch gemeinsam mit der Washington University School of Medicine an einem nasalen SARS-CoV-2-Impfstoff.